# Neuenhagen (b Berlin)
Neuenhagen (b Berlin) – przystanek kolejowy w Neuenhagen bei Berlin, w kraju związkowym Brandenburgia, w Niemczech. Znajduje się tu 1 peron.